# 桃井克志
桃井 克志（ももい かつし、1956年 - ）は、日本の実業家。元コマツNTC株式会社社長。

## 人物
- 富山県出身。1979年（昭和54年）中央大学理工学部を卒業。
- トヤマキカイ（現コマツNTC株式会社）に入社[1]。

## 経歴
- 2003年（平成15年） 取締役。
- 2009年（平成21年） 代表取締役専務。
- 2011年（平成23年） 代表取締役社長に就任。前任の堀井弘之社長は代表権のない会長に[1]。
- 2016年（平成28年） 4月1日付で社長兼COOを退任し、相談役に退く[2]。

## 対外活動
- 富山県経営者協会幹事として活動している。幹事名簿23番[3]。